# Conquista de Córdoba
La conquista de Córdoba fue realizada por Fernando III el Santo el 29 de junio de 1236, con la entrega de las llaves de la ciudad del príncipe Abul-l-Casan.

## Desarrollo

### Antecedentes
El monarca de Castilla y de León dirigió sus esfuerzos a la toma de los reinos de Jaén, Córdoba y Sevilla, consiguiendo tomar varias plazas. Los emires Alhamar de Arjona, Zayan de Valencia y Mahfuz de Niebla hacía tiempo que eran independientes de la taifa de Córdoba, por lo que el emir de Córdoba firmó en 1235 una tregua de un año con Fernando III por la que tuvo que pagar 430.000 maravedíes. Sin embargo, esta tregua no abarcaba baluartes que ya no dependían del emir, por lo que Fernando III tomó los castillos de Iznatoraf y San Esteban. Ese año falleció su esposa Beatriz de Suabia y Fernando se trasladó al norte.

### Conquista de la Axerquía
El emir decidió no pagar lo pactado y los cristianos de los consejos fronterizos, dirigidos por el segoviano Domingo Muñoz, tomaron los arrabales de Córdoba y se hicieron fuertes. Además, unos desertores moros informaron a los cristianos de que la ciudad estaba desguarnecida y sería muy fácil llegar a la Axerquía, tal y como ha sido documentado: 

En el año 1235, los ricos hombres e hijos-hidalgos Adalides y Almogávares (que estaban en la frontera de este reino) ayuntáronse en Andújar e hicieron entrada en tierras de Córdoba, en que cautivaron algunos moros, de los cuales tuvieron aviso cómo la ciudad de Córdoba estaba muy descuidada, y que no se velaba ni recelaba de los cristianos.
Gonzalo Argote de Molina

Los cristianos, viendo la debilidad en la que se encontraba la ciudad, decidieron comenzar la conquista sin la presencia del rey. Una vez dado el permiso, se reunieron estos nobles almogávares y llegaron a Córdoba la noche del 23 de diciembre de 1235 desde Andújar. Esa noche, con ayuda de una escalera, comenzaron a trepar vestidos con vestimentas árabes por las murallas de la ciudad, la más cercana a la población mozárabe, ya que apoyarían la causa. Álvaro Colodro fue el primer soldado en entrar a la ciudad.
Los nobles consiguieron conquistar todo el barrio de la Axerquía, aproximadamente la mitad de la ciudad, hasta llegar a la puerta de Martos (donde hoy se encuentra el molino homónimo), entrada que abrieron para el resto de la caballería.

### Toma de la ciudad
Fernando se encontraba con sus tropas en la ciudad leonesa de Benavente a mediados de enero de 1236 cuando llegó un correo del sur que le informó de que la Axerquía de Córdoba, el barrio oriental amurallado de la ciudad, había sido tomada por un puñado de hombres y que estos pedían refuerzos para completar la toma de la ciudad, también amurallada, donde se encontraban el Alcázar andalusí y la famosa Mezquita. El rey, al informarse, convocó hombres de las ciudades del reino leonés, de León, de Salamanca, de Zamora, de Toro y de las órdenes militares y marchó hacia Córdoba.  El monarca partió haciendo parada en los municipios de Castuera, Benquerencia y Belalcázar, llegando el 7 de febrero a la ciudad.
Ibn Hud, alertado por los cordobeses, partió de Murcia con un potente ejército y acampó en Écija. Fernando se colocó en la orilla izquierda del río para taponar el puente romano, defendido por la torre de la Calahorra. Esta era una posición arriesgada, pero ese puente comunicaba Córdoba con Écija, Sevilla y toda la parte meridional de al-Ándalus, por lo que era la única posibilidad de los cordobeses y asumió el riesgo. Mientras, otros cristianos mantenían sus posiciones al otro lado del río, en la Axerquía.
Junto al emir de Murcia se encontraban Lorenzo Suárez y su mesnada de 200 hombres. Lorenzo Suárez había sido desterrado de Castilla por malferías que ficiere y le propuso a Ibn Hud dirigirse al campamento cristiano como espía para informarle de lo que hacían las tropas de Fernando, sin embargo, lo que él realmente quería era reconciliarse con el monarca cristiano. Cuando Lorenzo Suárez se encontró con Fernando III le propuso lo siguiente: que realizase hogueras en diversos puntos por la noche para dar la sensación de tener muchas tropas mientras él iba a volver a hablar con Ibn Hud para convencerle de la fortaleza del ejército cristiano.
Ibn Hud, que tampoco necesitaba demasiados argumentos para no combatir contra Fernando III, tomó la decisión de retirarse. Jaime I de Aragón estaba acechando Valencia e Ibn Hud planeó dirigirse a Almería para tomar unos barcos e irse a proteger aquella ciudad, dando Córdoba por perdida. La ciudad, abandonada por su emir, planteó rendirse y pedir a Fernando que les dejase marcharse llevando sus enseres, sin embargo, al notar que el contingente cristiano era muy pequeño decidieron resistir más. Los concejos de León, al pasar tres meses de campaña, propusieron volver ya a su tierra, pero Fernando perseveró. El rey cristiano, liberado del peligro de Ibn Hud, firmó una tregua con el entonces emir de Jaén, Alhamar, enemigo de los cordobeses y de Ibn Hud, para así, sin enemigos en la retaguardia, poder resistir un poco más.

### Rendición

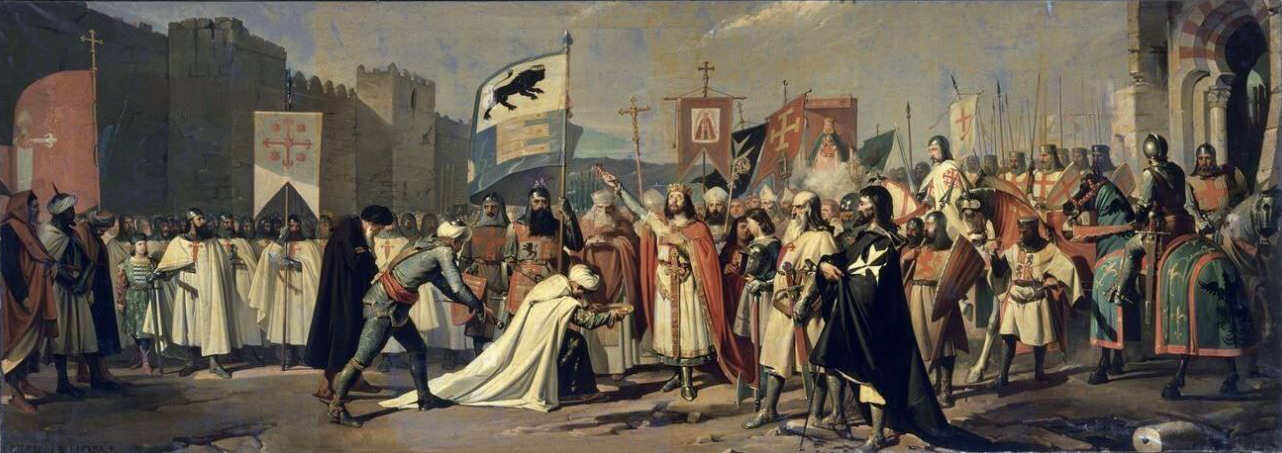
Entrada del Rey Fernando en Córdoba (1872), por José María Rodríguez de Losada. Real Círculo de la Amistad, Liceo Artístico y Literario de Córdoba.

Córdoba, desgastada por el asedio, decide rendirse. El sábado, 29 de junio, fiesta de los apóstoles Pedro y Pablo, se hizo la entrega de las llaves. Aunque algunos nobles hablaron de pasar a cuchillo a los musulmanes de la ciudad, el rey Fernando aceptó la rendición en los mismos términos en los que había sido pactada antes: salir vivos y con sus bienes muebles a todos los musulmanes de la ciudad. Todos los edificios quedaron intactos tras la toma. En el alminar del Alcázar y de la mezquita fue colocado el pendón de Castilla y el crucifijo. La caída de Córdoba en manos cristianas conmocionó al mundo musulmán, ya que era la antigua capital del antaño poderoso Emirato, y posterior Califato, de Córdoba: 

Y así la enseña del Rey eterno fue acompañada con la bandera del rey Fernando. Al aparecer, por primera vez en la citada torre, produjo confusión y llanto inefables a los sarracenos y, por el contrario, gozo inefable a los cristianos. El día feliz iluminó a las criaturas de todos los puntos cardinales del mundo en la dichosa festividad de los apóstoles Pedro y Pablo; esta solemnidad anual se celebraba en ese día.

En la tarde del mismo sábado, el obispo de Osma, Juan de Soria, y el maestro Lope de Fitero, futuro obispo de Córdoba, purificaron la Mezquita para el servicio al culto cristiano, bajo la advocación de la Virgen María:

Por la tarde el canciller, a saber el obispo de Osma, y con él el maestre Lope, quien por primera vez colocó la señal de la Cruz en la torre, entraron en la mezquita, y, preparando lo que era necesario para que de mezquita se hiciera iglesia, expulsada la superstición o herejía mahometana, santificaron el lugar por la aspersión del agua bendita con sal, y lo que antes era cubil diabólico fue hecho Iglesia de Jesucristo, llamada con el nombre de su gloriosa Madre.

El domingo, 30 de junio, el rey Fernando III hizo su entrada solemne en la ciudad. En la iglesia reconsagrada pasó a celebrarse solemne pontifical por el obispo de Osma y se entonó el te deum. Después Fernando III pasó a residir en el Alcázar andalusí. Las campanas de la Catedral de Santiago de Compostela, que Almanzor trajo en 997 a hombros de cristianos, fueron encontradas en el monumento cordobés, utilizadas como grandes lámparas y fueron llevadas a hombros de musulmanes a Galicia para que sonaran de nuevo en el santuario del apóstol Santiago.
El rey Fernando dejará como gobernador de la ciudad a Alfonso Téllez de Meneses y como gobernador militar a Álvar Pérez de Castro.

## Repoblación de Córdoba
La repoblación de Córdoba tardó en efectuarse porque estaba lejos de los lugares de origen de los soldados en León y Castilla y estos quisieron regresar a sus casas tras un asedio tan largo. En el imaginario figuraba una Córdoba musulmana muy próspera, lo que motivó a muchos a ir por curiosidad e interés en un botín que parecía inagotable, pero no siempre pensarían en establecerse. El rey no pudo impedir la desbandada, pero se quedó en el Alcázar hasta agosto y luego partió hacia Toledo para visitar a su madre Berenguela. Sin embargo, a partir de las fiestas de San Miguel (29 de septiembre), cuando concluyó la cosecha y la vendimia, vino una multitud de castellanos tan grande que las casas antiguas no podían albergarlos a todos. A la ausencia del Rey se unió una enorme carestía de los víveres y las provisiones. En 1240 regresó Fernando a Córdoba e hizo el repartimiento de las tierras y premió especialmente a aquellos que ayudaron a ganarla.